# Playa de Aramar
La playa de Aramar, se sitúa en la localidad de Aramar, en la comarca del Cabo de Peñas, en el concejo de Gozón,  comunidad autónoma del Principado de Asturias, España.

## Descripción
La playa tiene forma de concha, y presenta un lecho de poca arena y mucha piedra, a la que se puede acceder por un camino no asfaltado, que pasa por un pequeño aparcamiento situado en la  entrada.
Presenta algunos servicios como lavabos, duchas, papeleras, servicio de limpieza, señalización de peligro e incluso establecimientos de comida y bebida; y, en temporada veraniega, cuenta con equipo de auxilio y salvamento.
Para acceder a ella se utiliza el mismo recorrido que para la Playa del Dique pero hay que tomar la calle Asturias en vez de calle Molín de la Arena. Este camino pasa por un pequeño puente que salva el «arroyo de La Gallega» que desemboca en esta playa. Está situada muy cerca de la playa de El Dique, a la que se une cuando hay bajamar, pudiéndose pasar en ese momento a la isla del Carmen desde ambas playas. Tiene como atractivos un yacimiento del Mesolítico y el antiguo astillero Anselmo Artime. También es recomendable la pesca deportiva a caña.